# Дрёмов, Пётр Григорьевич
Пётр Григорьевич Дрёмов (1912,  Москва, Российская Империя — 31 марта 1945, Олива, Западная Пруссия) — командир расчета 76-мм орудия 837-го стрелкового полка 238-й стрелковой дивизии 49-й армии 2-го Белорусского фронта, полный кавалер ордена Славы,  старшина.

## Биография
Родился в 1912 году в городе Москве  в семье рабочего. Русский
В июне 1941 года был призван в Красную Армию Москворецким райвоенкоматом. С июля 1941 года воевал на Западном, Калининском, Брянском, Белорусском и 2-м Белорусском фронтах. Член ВКП(б) с 1944 года. Был трижды ранен: в августе 1941 года, в августе 1943 года и в марте 1944 года.
28 июня 1944 года  заряжающий  76-мм орудия артиллерийской батареи 837-го стрелкового полка 238-й стрелковой дивизии старшина Дрёмов в бою за город Могилёв,  когда обстрел из вражеского пулемета не давал возможность выкатить орудие вперед, незаметно пробрался в дом из которого велся пулеметный огонь и выбросил стреляющего немецкого  пулеметчика  с третьего этажа здания,  за что был  награжден своей первой наградой  медалью «За отвагу».
В начале сентября 1944 года дивизия вышла к реке Нарев севернее города Ломжа, 15 сентября вела бои на подступах к городу Ломжа. Затем была переброшена южнее Остроленки, на восточный берег Нарев. 4 сентября 1944 года у деревни Вежбова (Ломжинский район Белостокской области Белоруссии, ныне Польша) командир 76-мм орудия того же полка и дивизии старшина Дрёмов вместе с расчетом уничтожил наблюдательный пункта врага и около 10 гитлеровцев. 14-15 сентября 1944 года близ населенного пункта Шаблек при переправе пехоты через реку Нарев разбил легковой автомобиль, 2 повозки и вывел из строя до 20 вражеских солдат. Своими действиями способствовал наступающим подразделениям закрепиться на левом берегу реки, за что был орденом Славы  3-й степени.
20 января 1945 года около станции Парцяки (западнее города Бараново, Польша) командир 76-мм орудия того же полка и дивизии старшина Дрёмов с подчиненными огнем с прямой наводки уничтожил 2 пулеметные точки и до 40 солдат и офицеров противника. Своими действиями очистил путь нашей пехоте и станция была взята, за что был орденом Славы  2-й степени.
С 11 по 21 февраля 1945 года в боях за населенные пункты Рышке, Здрое, Людвигсталь, Гросс-Шливец, Лонг и дургие (Восточная Пруссия, ныне Калининградская область) командир 76-мм орудия старшина Дрёмов огнем из пушки разбил несколько пулеметных гнезд, уничтожив много солдат противника. 10 марта в бою за город Картхауз (ныне Польша) уничтожил 9 пулеметов и свыше 20 гитлеровцев. Был представлен в награждению орденом Славы  1-й степени.
30 марта 1945 года в бою был ранен в грудь. Умер от ран 31 марта в 397-м медсанбате. Был похоронен в местечке  Штраухмюле севернее города Олива (ныне район города Гданьск). Позднее перезахоронен на кладбище советских воинов в городе Гданьск (Поморское воеводство, Польша).
Указом Президиума Верховного Совета СССР от 29 июня 1945 года за образцовое выполнение заданий командования в боях с немецко-фашистскими захватчиками старшина Дрёмов Пётр Григорьевич был награжден орденом Славы  1-й степени.

## Награды
- орден Славы 1-й степени  (29.06.1945)[8]
- орден Славы 2-й степени  (22.02.1945)[9]
- орден Славы 3-й степени № 198624  (26.09.1944)[10]
- медаль «За отвагу» (04.08.1944)[5]